# 870-ті до н. е.

## Події
- Ашшур-назір-апал II збудував нову столицю Ассирії;— Калху (Німруд). Армія Ассирії швидко зростала через здешевшення залізної зброї та налічувала в цей час близько 50 тисяч піхотинців, притому, що колісниці майже вийшли з ужитку[1].
- За датуванням Ігоря Дьяконова на цей час прийшлося утворення держави Урарту.[2]

## Правителі
- цар Ассирії Ашшур-назір-апал II;
- цар Вавилонії Набу-апла-іддін;
- царі Ізраїлю Омрі та Ахав;
- царі Юдеї Аса та Йосафат;
- фараони Єгипту Такелот I та Осоркон II;
- ван Чжоу Лі-ван.